# Szomália hadereje
A Szomáliai Nemzeti Hadsereg (SNA), Szomália hadereje, a szárazföldi erőkből, haditengerészetből, a légierőből valamint a légvédelemből állt 1991-ig. A szomáliai polgárháború kitörése után de facto feloszlott az ország hadserege. Ugyanakkor a kormány folyamatosan építi újra és fejleszti a hadsereget, melyért 2004 óta a védelmi minisztérium a felelős. Szomáliföld és Puntföld helyi kormányzósága a saját hadseregét felügyeli.

## Története

### Állomány
- 4 páncélos dandár
- 45 gépesített és gyalogos dandár
- 30 különleges műveletek dandár
- föld-levegő dandár
- 20 tüzérségi zászlóalj
- 30 szárazföldi zászlóalj
- légvédelmi zászlóalj

 Szárazföldi erők felszerelése 
- Cadillac Gage Commando
- AK–47
- M-16
- AK–63
- SAR–80
- Centurion harckocsi
- M47 Patton harckocsi
- T–54/T–55 harckocsi
- T–34 harckocsi

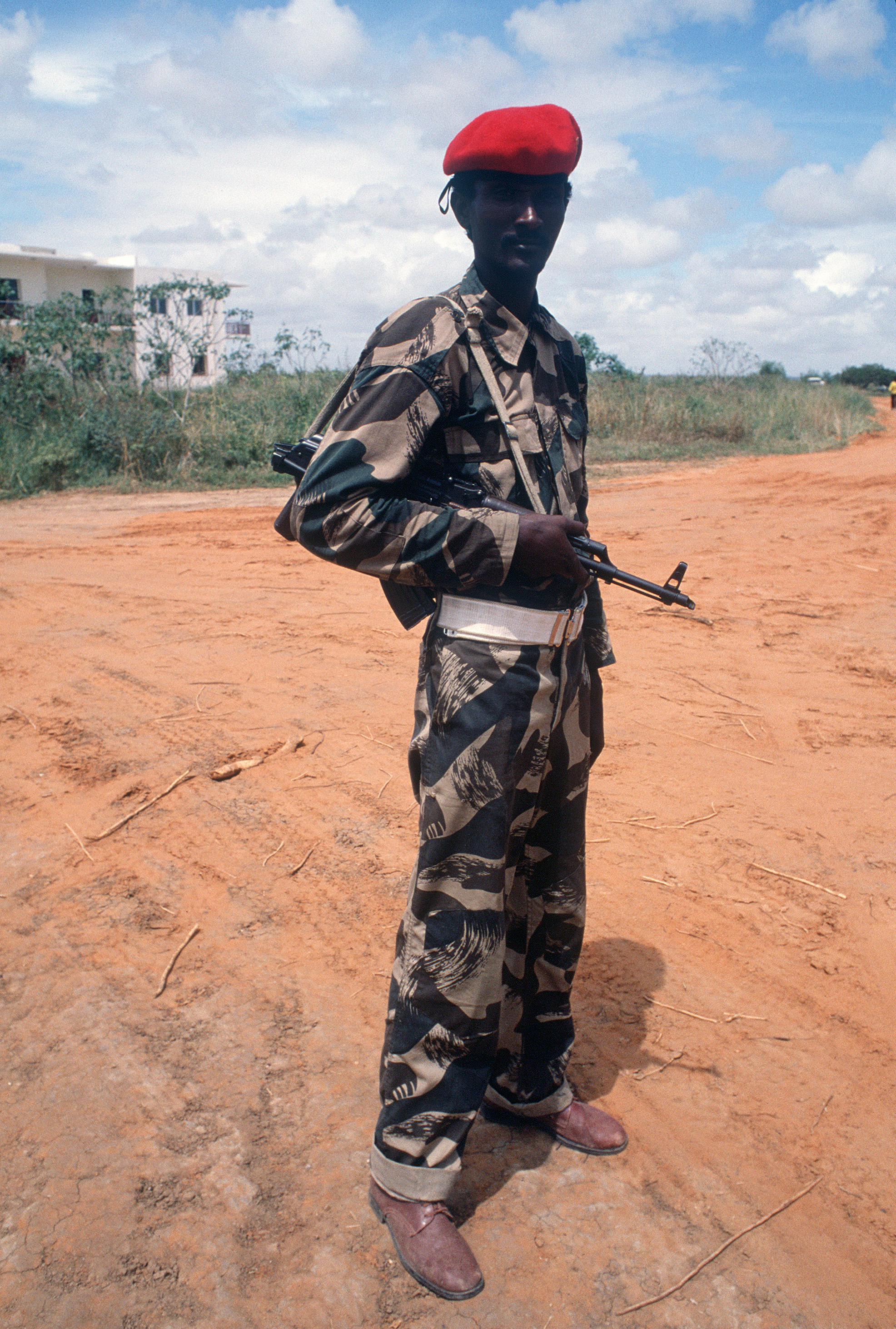
Szomáliai katona a Bright Star '85 nemzetközi hadgyakorlaton

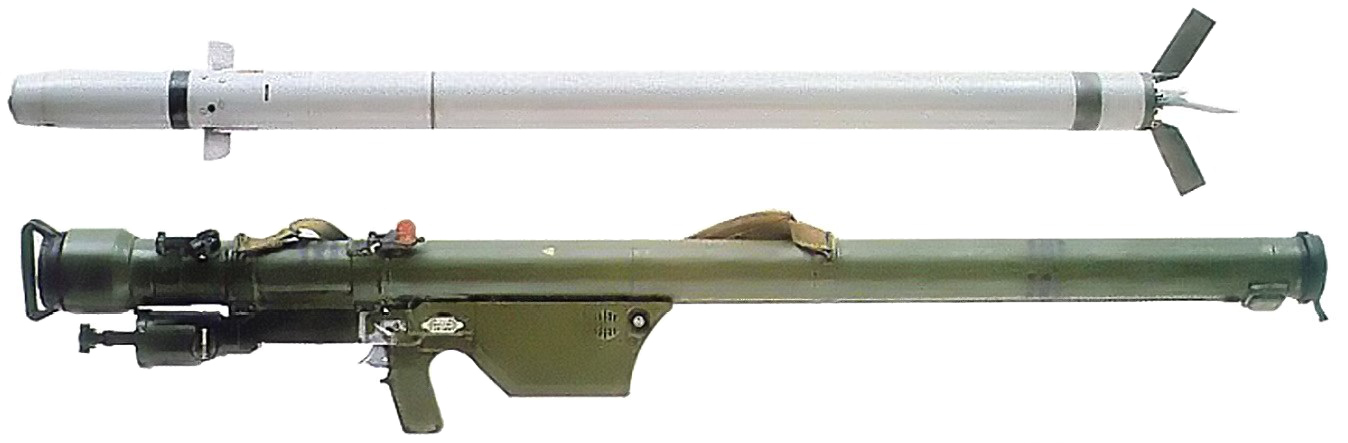
A Sztrela–2 hordozható föld-levegő rakétavető

- M41 Walker Bulldog könnyű harckocsi
- Panhard AML–90 páncélozott jármű
- BRDM–2 felderítő jármű
- BTR–50
- BTR–40, BTR–60 és BTR–152
- Fiat 6614/6616
- BMR–600
- BGM–71 TOW páncéltörő
- M198 155 mm tarack

Légvédelmi erő felszerelése
- SA–3 Goa föld-levegő rakéta (használaton kívül)
- SA–2 Guideline föld-levegő rakéta (használaton kívül)
- 9K32 Sztrela–2 hordozható föld-levegő rakéta
- P–12
- P–15 Tyermit
- P–30
- P–35

## Légierő

A Szomáliai Légialakulat emblémája

### Története
A Szomáliai Légi Alakulat (SAC) létrehozója az országot irányító brit és olasz erők voltak az 1960-as években. Az alakulat legfontosabb felszerelése közé tartozott nyolc darab F–51D Mustang, Douglas C–47-esek és MiG–23-asok, melyek 1968-ig teljesítettek szolgálatot. Az SAC a Mogadishu, Hargeysa és Gaalkacyo környéki bázisokról irányította a műveleteket. Feladata a légierő támogatása volt háborús időkben.
Az SAC gyakran használta a Szomáliai Légitársaság repülőgépeit csapatszállításra. Modern gépekkel is rendelkezett, úgy mint MiG–15-ösök, MiG–21-esek, MiG–17-esek és az Il–28-asok. Továbbá az SAC hadrendben tartott számos Mi–8-as helikoptert is. Számos Hawker Hunter-t is beszereztek az Ománi Hadseregtől az 1980-as években.

### Új Légierő
A szomáliai kormány nemrég szerzett be 6 harci, valamint 6 szállítójárművet az Új Légierő megalapítására.

## Haditengerészet

### Története
1991-ig számos nemzetközi gyakorlaton vett részt a Szomáliai Haditengerészet, elsősorban az Egyesült Államokkal, az Egyesült Királysággal és Kanadával. Azután feloszlatták a szomáliai polgárháború miatt.
Felszerelés
- Osa-II
- Mol PFT
- Polnocny osztályú hadihajó

### Új Haditengerészet
2009 júniusában megalapították az Új Haditengerészetet, Farah Omar Ahmed admirális vezetésével. Több lépcsőben képeznek ki 5000 főnyi sereget Mogadishuban. 2010 májusában pedig egy új haditengerészeti bázis építése kezdődött meg Bandar Siyada városában, Puntföld régió kereskedelmi központjában.